# Carmelo Salanitro
Carmelo Salanitro (Adrano, 30 ottobre 1894 – Campo di concentramento di Mauthausen, 24 aprile 1945) è stato un antifascista italiano.

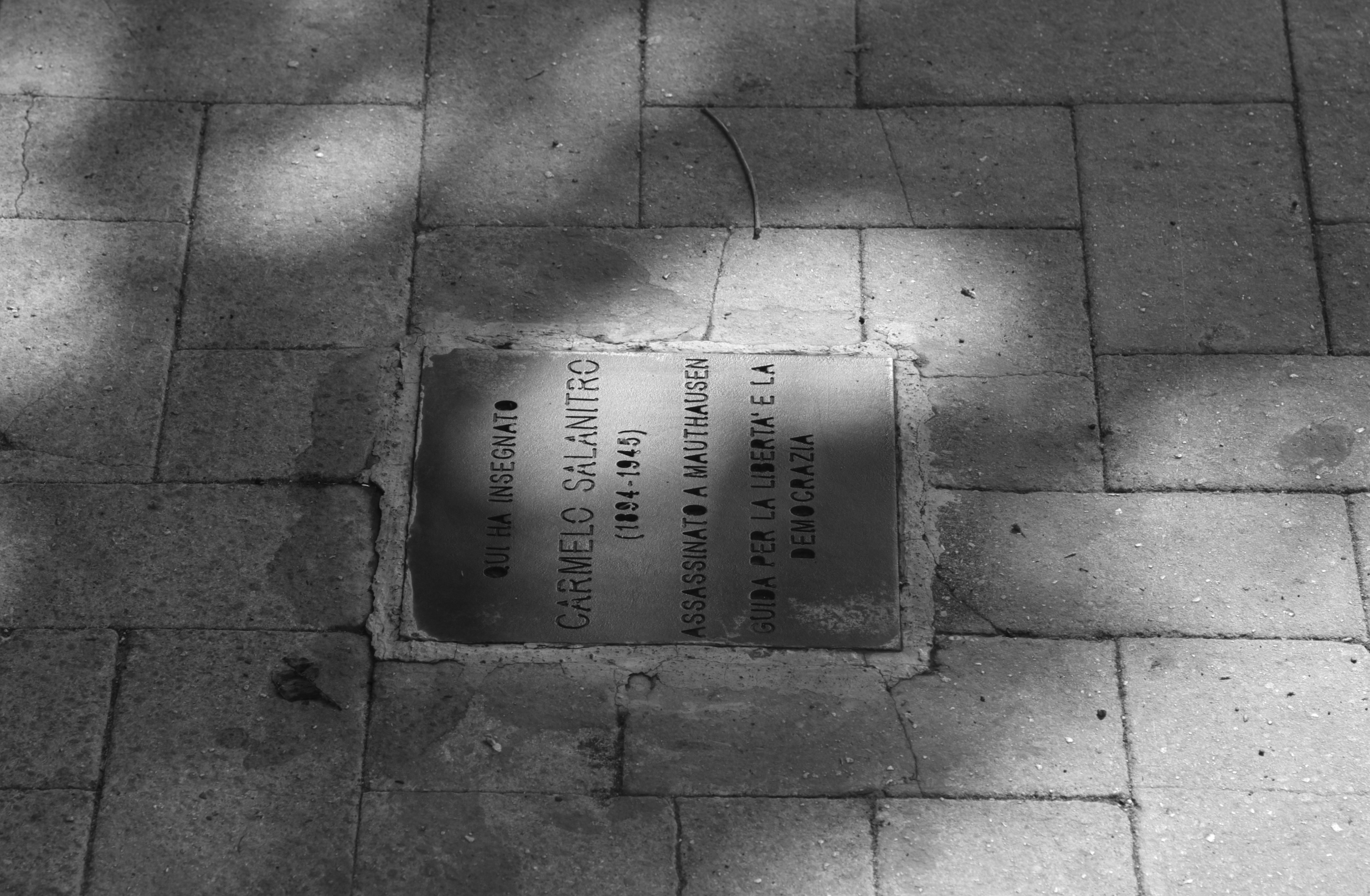
Mattonella commemorativa posta all'ingresso del Liceo Mario Cutelli e Carmelo Salanitro di Catania.

Fu un attivo sostenitore del movimento antifascista, prima come consigliere alla Provincia di Catania per il Partito Popolare, poi come semplice insegnante di latino e greco. Lavorò al Liceo Gulli e Pennisi di Acireale e al Liceo classico "Mario Cutelli" di Catania, dove era l'unico docente a non avere la tessera del partito fascista.
Durante il suo insegnamento, lavorò contro il fascismo diffondendo dei biglietti che contenevano le verità sull'olocausto e sul regime. Il 14 novembre 1940 fu scoperto e denunciato dal preside del Cutelli, Rosario Verde, dopo che costui aveva trovato dei volantini inneggianti al pacifismo. Il 25 febbraio 1941 il Tribunale speciale per la difesa dello Stato lo condannò per "Propaganda antinazionale, offese al duce e a Hitler" a diciotto anni di carcere, che scontò a Roma nel carcere di Regina Coeli, a Civitavecchia e Sulmona. Trattenuto in carcere dopo la caduta del regime su decisione del prefetto dell'Aquila, Rodolfo Biancorosso, e del direttore del carcere, fu consegnato alle autorità naziste e deportato al Campo di concentramento di Dachau, dove giunse il 13 ottobre 1943, poi, il 6 dicembre 1943, in quello di Mauthausen. Fu nuovamente trasferito a Dachau nel gennaio del 1944 e a Mauthausen nell'agosto 1944. Fu ucciso in una camera a gas a Mauthausen tra il 23 e il 24 aprile 1945.
A lui sono dedicati un premio artistico nazionale istituito dal liceo Cutelli, una via a Catania, una via a Tremestieri Etneo ed una via ad Adrano (sua città natale), l'aula consiliare della provincia di Catania e l'Istituto Siciliano per la Storia dell'Italia Contemporanea. La sua statua, ad Adrano, è stata vittima di un grave atto vandalico nel gennaio 2007.
Il 27 gennaio 2022, in occasione del giorno della Memoria, gli è stato co-intitolato il liceo Mario Cutelli presso cui prestò servizio.

## Opere
- Homerica - Ideale di pace e sentimento del dolore nell'Iliade - Adrano, Arte Grafiche S. Costanzo 1929.
- Attorno alle Georgiche virgiliane. Impressioni e note, Caltagirone, Francesco Napoli & Figlio, 1933.
- Pagine dal diario. 28 ottobre 1931 - 6 giugno 1932, a cura di Rosario Mangiameli, Catania, Cuecm, 2005. ISBN 88-86673-76-0.

## Filmografia

### Televisione
- 2022: TV7, Rai 1, rotocalco, puntata del 19 marzo 2022: Il pacifista di Eleonora Mastromarino[6]
- 2022: Parole di pace, parole di guerra, Episodio 19. Rai Ragazzi-TGR Sicilia per Rai Gulp e Rai Play[7]

### Cinema
- 2023: Salanitro, regia di Lavinia Zammataro, cortometraggio (Premio Sicily International Short League)[8][9]